# Agathiphaga
Agathiphaga este un gen de molii din familia Agathiphagidae (cunoscute în limba engleză ca molii de kauri). Această cladă de lepidoptere primitive asemănătoare trihopterelor a fost considerată de Lionel Jack Dumbleton în 1952 ca fiind un nou gen de Micropterigidae. 

## Specii
Dumbleton a descris două specii:
- Agathiphaga queenslandensis este întâlnită de-a lungul coastei nord-estice a statului Queensland, Australia, iar larvele sale se hrănesc cu Agathis robusta. [2]
- Agathiphaga vitiensis este întâlnită din Fiji până în Vanuatu și Insulele Solomon, iar larvele sale se hrănesc cu Agathis vitiensis.